# 中川村 (新潟県刈羽郡)
中川村（なかがわむら）は、かつて新潟県刈羽郡にあった村。

## 沿革
- 1889年（明治22年）4月1日 - 町村制施行に伴い刈羽郡鎌田村、礼拝村、下山田村、池浦村、藤掛村、田沢村、伊毛村が合併し、中川村が発足。
- 1901年（明治34年）11月1日 - 刈羽郡別山村と合併し、内郷村となり消滅。